# Wyścigowe mistrzostwa Węgier
Wyścigowe Mistrzostwa Węgier (oryg. Autós Gyorsasági Országos Bajnokság, dosł. Krajowe Mistrzostwa Wyścigów Samochodowych) – cykliczne wyścigi samochodowe rozgrywane na Węgrzech od 1982 roku, organizowane przez MNASZ.

## Historia
Pierwszą edycję mistrzostw zorganizowano w 1950 roku. Organizowano wówczas przeważnie wyścigi samochodów turystycznych, a z rzadka odbywała się także rywalizacja samochodów wyścigowych. Ponadto na krótko w latach 60. organizowano mistrzostwa Formuły Junior i Formuły 3. W 1982 roku zmieniono format zawodów, wyłaniając odtąd mistrza „absolutnego”. Taką formę przyjęto do 1989 roku. Od 1992 roku w ramach mistrzostw organizuje się również Formułę 2000.

## Mistrzowie „absolutni”
| Rok  | Mistrz            | Zespół             |
| ---- | ----------------- | ------------------ |
| 1982 | Dezső Kiss        | Budapesti Volán SC |
| 1983 | János Tóth        | Volán SC Budapest  |
| 1984 | Dezső Kiss        | Volán SC Budapest  |
| 1985 | Dezső Kiss        | Külker SC          |
| 1986 | Csaba Kesjár      | Külker SC          |
| 1987 | Dezső Kiss        | Budapest Volán SC  |
| 1988 | Mátyás Szigetvári | Budapest Volán SC  |
| 1989 | János Klink       | Budapest Volán SC  |